# Tessuto osseo

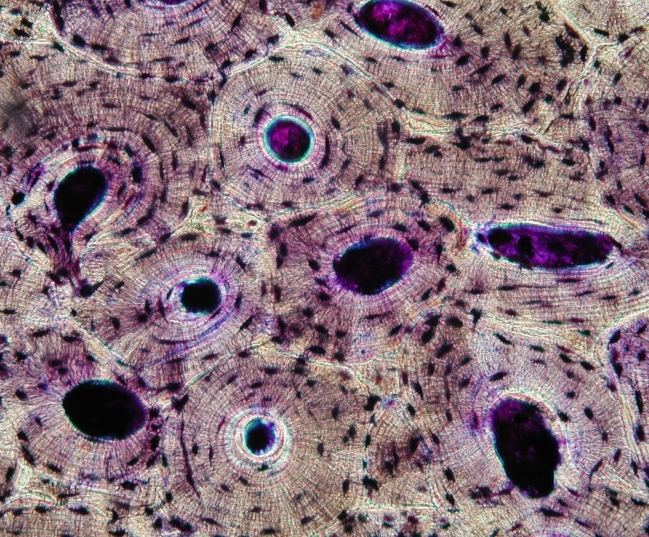
Sezione di tessuto osso compatto, colorata chimicamente, che mostra l'organizzazione lamellare concentrica degli osteoni.

Il tessuto osseo è un tessuto biologico caratterizzato da una notevole durezza e resistenza.  È un tipo particolare di tessuto connettivo di sostegno, costituito da cellule disperse in un'abbondante matrice extracellulare, formata da fibre e da sostanza amorfa di origine glicoproteica; questa ha la peculiarità di essere inoltre calcificata, ovvero formata anche da minerali. È una forma di tessuto connettivo che si differenzia da questo per la quantità di materia inorganica e, quindi, per le caratteristiche di durezza e resistenza meccanica. Nell'osso si distingue una parte esterna compatta e una interna costituita da un tessuto spugnoso, dalla caratteristica struttura trabecolare, leggera ma in grado di resistere a tensioni molto elevate. È un errore considerare l'osso come una struttura rigida di semplice sostegno meccanico: le cellule sono soggette a un continuo rimaneggiamento e rinnovamento.
Il tessuto osseo forma le ossa, che concorrono a costituire lo scheletro dei vertebrati, svolgendo una funzione di sostegno del corpo, di protezione degli organi vitali (come nel caso della cassa toracica) e permettendo, insieme ai muscoli, il movimento. Inoltre, il tessuto osseo costituisce un'indubbia riserva di calcio da cui l'organismo attinge in particolari momenti di bisogno per mezzo di una coordinazione ormonale (si pensi al PTH o ormone paratiroideo). 
Nelle parti centrali delle ossa lunghe (le diafisi) le ossa ospitano il midollo osseo giallo, tessuto ricco di grasso molle e spugnoso. Nelle epifisi e nelle cavità delle ossa piatte e corte si trova invece il midollo osseo rosso, tessuto emopoietico costituito da cellule staminali che subiscono mitosi: per evitare che tale tessuto subisca variazioni di temperatura tali da influenzare la mitosi stessa, esso viene ospitato nella porzione più interna dell'epifisi dell'osso.

## Osso lamellare e non lamellare
Il tessuto osseo, a seconda dell'organizzazione delle lamelle, è distinguibile in:
- Ossa non lamellari: si tratta della tipologia ossea riscontrabile nell'embrione e nel feto, oppure quella che si forma temporaneamente in seguito ad una frattura. Nelle ossa non lamellari le fibre collagene non si organizzano in lamelle stratificate ma decorrono in spessi fasci intrecciati (tessuto osseo non lamellare a fibre intrecciate), con lacune disperse irregolarmente nella matrice.
- Ossa lamellari: questa varietà di osso è il risultato del rimaneggiamento dell'osso non lamellare ed è quella che si riscontra nell'adulto. È costituita da strati di lamelle parallele sovrapposte l'una all'altra, le fibre collagene sono orientate nella stessa direzione in uno stesso strato osseo e in direzioni differenti rispetto alle lamelle vicine.

## Struttura macroscopica
Le ossa possono esser classificate in tre tipi in base alla propria forma:
- Ossa lunghe (es. femore, omero, falangi): caratterizzati da una dimensione più sviluppata rispetto alle altre due (appunto, la lunghezza rispetto spessore).
- Ossa piatte: sono caratterizzate da due dimensioni più sviluppate rispetto alla terza (sono infatti ossa con uno spessore molto piccolo, se confrontato all'area totale dell'osso); sono esempi di ossa piatte la scapola, la calotta cranica e lo sterno.
- Ossa corte: ossa piccole e tozze, con tutte e tre le dimensioni dello stesso ordine di grandezza. Ne sono esempi le vertebre e le ossa del carpo.

Un osso lungo è costituito da una parte centrale detta diafisi e da due estremità vagamente tondeggianti, dette epifisi. Tra diafisi ed epifisi è presente durante lo sviluppo dello scheletro uno strato di cartilagine, detta cartilagine di coniugazione o disco epifisario. Finché questa cartilagine non viene mineralizzata e ossificata, è possibile l'allungamento dell'osso. L'osso è totalmente rivestito da una membrana di connettivo denso, detta periostio; fanno eccezione le superfici articolari epifisarie che invece sono rivestite da un'incrostazione di cartilagine ialina. L'interno della cavità diafisaria nonché quello delle epifisi è invece rivestito da uno strato di cellule pavimentose detto endostio.

## Cellule ossee
Le cellule fondamentali del tessuto osseo, responsabili della sintesi dei componenti della matrice, sono gli osteoblasti: si tratta di cellule di forma tondeggiante che derivano dalla differenziazione delle cellule osteoprogenitrici, ossia cellule staminali determinate che rappresentano una prima differenziazione delle cellule mesenchimali. Gli osteoblasti, da cellule secernenti che si rispettino, sono caratterizzati dalla presenza di un reticolo endoplasmatico rugoso e di un apparato di Golgi molto estesi e responsabili da un punto di vista istologico della loro basofilia citoplasmatica. Similmente ai fibroblasti (le cellule fondamentali del tessuto connettivo propriamente detto), gli osteoblasti sono infatti costantemente impegnati, nelle fasi di formazione dell'osso, nella sintesi dei componenti molecolari che andranno a costituire sia le fibre che le glicoproteine della matrice. Tali composti vengono successivamente espulsi dalle cellule per esocitosi, e vengono quindi assemblati nella loro forma definitiva all'esterno della cellula. 
Una volta completata la sintesi della matrice, ed una volta avvenuta la sua calcificazione, gli osteoblasti si sistemano in cavità ellissoidali non mineralizzate scavate nella matrice stessa definite lacune ossee. In questa fase prendono il nome di osteociti e, pur rimanendo cellule vitali, entrano in uno stato di quiescenza. Pertanto, gli osteociti rappresentano, analogamente ai fibrociti, un successivo momento funzionale di una stessa cellula, caratterizzati da Golgi e reticolo endoplasmatico granulare poco sviluppati. Tipici di queste cellule sono i lunghi prolungamenti citoplasmatici con cui la cellula attinge alle sostanze nutritizie e che decorrono all'interno di microgallerie definite canalicoli ossei: al microscopio elettronico si può osservare che tra la matrice calcificata e la membrana plasmatica è presente uno spazio occupato da glicoproteine e liquido interstiziale. I canalicoli possono anche intersecarsi tra loro cosicché non solo più osteociti sono in contatto tra loro ma anche il liquido interstiziale giunge a cellule poste lontano dalla sorgente nutritizia.
Gli osteociti non rappresentano solo un mero alter ego degli osteoblasti: infatti, questi ultimi possono essere controllati dai primi mediante opportuni segnali qualora vi sia bisogno di deporre matrice ossea. Inoltre, gli osteociti, possedendo recettori di membrana per l'ormone paratiroideo (PTH), controllano anche l'azione degli osteoclasti.
Un altro tipo di cellule del tessuto osseo sono gli osteoclasti; una tipologia di cellule deputata a produrre e secernere enzimi che agiscono degradando la matrice calcificata, permettendo il riassorbimento dell'osso. Questi enzimi entrano in gioco sia nei processi di crescita, durante i quali è necessaria la sostituzione del tessuto osseo immaturo (non lamellare) in tessuto osseo lamellare adulto (vedi avanti), sia per permettere le successive rimodellazioni dell'osso.

## Matrice del tessuto osseo
Come tutti i diversi tipi di tessuto connettivo, il tessuto osseo è costituito, oltre che da cellule, da una abbondante matrice di natura proteica, prodotta dalle cellule del tessuto e nella quale le cellule stesse sono intersperse. Questa presenta una porzione di natura organica, grosso modo simile a quella degli altri connettivi, ed una componente minerale calcificata.
La frazione organica della matrice ossea è formata, similmente a quella del tessuto cartilagineo, da una componente fibrillare, costituita da fasci intrecciati di fibre, e da una componente amorfa di natura proteoglicanica. Quest'ultima, però, è nell'osso molto ridotta, tanto che la componente non minerale prevalente della matrice stessa (circa il 20% del suo peso secco) risulta essere il collagene di tipo I, che forma le fibre dette appunto collagene. Nell'osso adulto, tali fibre sono disposte secondo una organizzazione precisa ed ordinata, a costituire dei fasci che a loro volta formano una struttura ad elica che aumentano le doti di compattezza e resistenza del tessuto. L'organizzazione tridimensionale dei fasci di fibre e delle cellule forma, nell'osso maturo, delle strutture di forma lamellare (vedi avanti).
Altri componenti della matrice, oltre a proteoglicani e collagene, sono glicoproteine di vario tipo, che hanno per lo più ruolo di proteine di adesione. Fra di esse possono essere menzionate la fibronectina, la trombospondina, l'osteopontina, tutte proteine che hanno il compito di ancorare le cellule alla matrice. Una proteina particolare della matrice ossea è invece l'osteocalcina, coinvolta presumibilmente nella sintesi del tessuto. Anche l'osteonectina è una proteina molto comune nella matrice ossea, ed il suo ruolo è quello di promuovere la mineralizzazione della matrice stessa.
Come già detto, una delle caratteristiche distintive del tessuto osseo, che lo differenzia dagli altri tipi di connettivi, è quella di possedere elementi minerali nella sua matrice, che vanno a costituire una impalcatura dura e compatta essenziale per le funzioni di sostegno e di locomozione proprie dell'osso stesso. Il processo di mineralizzazione inizia già durante lo sviluppo embrionale dei vertebrati, ma incrementa e giunge al completamento solo durante lo sviluppo postnatale; in un individuo adulto, la componente minerale costituisce circa il 65% del peso secco del tessuto osseo. Tale componente minerale è costituita principalmente da calcio, combinato con ossigeno, fosforo e idrogeno a formare una molecola cristallina definita idrossiapatite (formula bruta Ca10(PO4)6(OH)2), un composto minerale che forma sottili cristalli a forma di prismi, della lunghezza di 20 nm e dello spessore di circa 2 nm. È importante notare come le diverse componenti della matrice, quella organica e quella minerale, conferiscano proprietà diverse ed interdipendenti al tessuto: la frazione calcificata è responsabile della durezza dell'osso, mentre quella fibrillare è responsabile della robustezza (resistenza alla trazione, compressione e flessione) del tessuto.

## Ossificazione
Si intende la formazione del tessuto osseo, che è l'ultimo a comparire nell'embrione (secondo e terzo mese di gravidanza). L'osteogenesi segue tre processi, che differiscono solo per le fasi iniziali (di cui uno è riconducibile al primo).

### Ossificazione intramembranosa
Detta anche diretta, comincia in seno al mesenchima, o a partire dal tessuto fibrillare denso. È l'ossificazione tipica del cranio e di alcune zone facciali. Nel mesenchima si ha una crescita vascolare, che porta ad un aumento della fibrillogenesi (produzione di fibrille della matrice) e della proliferazione cellulare: si forma il blastema mesenchimale.
È qui che si differenziano i preosteoblasti, distribuendosi per differenziarsi in osteoblasti, e ordinandosi in fila per la produzione di una matrice primitiva. Si formano le prime esili trabecole (collagene e glicoproteine); in esse una parte del connettivo derivato dal mesenchima rimane bloccato e si differenzia in midollo. La matrice è priva di minerali, e si chiama tessuto preosseo.
In seguito, gli osteoblasti cominciano a produrre una nuova matrice, nella quale rimangono intrappolati differenziandosi in osteociti, mentre altri osteoblasti producono matrice a "ondate" successive. Questo rudimentale tessuto spugnoso è alamellare e ha le fibre collagene intrecciate. Il manicotto connettivale che si forma sarà il periostio.
All'arrivo degli osteoclasti il tessuto comincia a rimaneggiarsi: il ricambio permette la comparsa del nuovo tessuto lamellare, che sarà spugnoso e definitivo oppure compatto, perché la deposizione di matrice avviene a ondate concentriche che formeranno gli osteoni.
I canali residui formano i canali di Havers. I vecchi osteoni il sistema interstiziale.
L'ossificazione mantellare è caratteristica della mandibola, e la stratificazione del tessuto osseo inizia da un abbozzo cartilagineo (cartilagine di Meckel). Una volta ricoperta da mantello osseo, tale cartilagine degenera e diventa legamento sfeno-mandibolare.

### Ossificazione endocondrale
Detta anche indiretta, si costruisce su un precedente abbozzo cartilagineo, riassorbito e sostituito dal tessuto osseo. Nelle ossa lunghe la prima ossificazione avviene nella diafisi: dopo una fase di proliferazione, i condrociti si ipertrofizzano e si arricchiscono di glicogeno. Nella matrice si diffondono sali di calcio, collagene X e il fattore angiogenico VEGF (un fattore che induce la formazione di vasi sanguigni), nonché condroclasti che degradano la matrice calcificata, creando ampie cavità comunicanti invase da vasi e cellule osteoprogenitrici del periostio che differenzieranno in osteoblasti. Questi ultimi cominciano a deporre matrice ossea (detta tessuto osteoide) intorno alle trabecole di matrice cartilaginea calcificata. Tali residui di tessuto cartilagineo vengono assorbiti per attività di condroclasti e pian piano anche il loro rivestimento osseo viene degradato ad opera di osteoclasti per formare un'ampia cavità midollare circondata da un sottile strato di tessuto osseo formato dagli osteoblasti subito al di sotto di quello che precedentemente costituiva il pericondrio ma che ora diviene a tutti gli effetti periostio per via del differenziamento di osteoblasti nel suo strato più profondo. Questo strato dopo una serie di successivi rimaneggiamenti costituirà lo strato di osso compatto che circonda la cavità midollare.
Pertanto la cartilagine si ritira e il tessuto osseo aumenta in direzione delle epifisi, nelle quali si sviluppano nuovi centri di ossificazione che daranno origine a tessuto spugnoso lamellare. La zona intermedia di cartilagine ialina (detta metafisi) viene completamente rimpiazzata da tessuto osseo soltanto al termine dello sviluppo. Nelle ossa brevi si ha lo stesso processo: l'ossificazione procede in tutte le direzioni e si arresta a livello delle superfici articolari dove permane la cartilagine articolare.

## Riparazione delle fratture
Le ossa sono strutture molto vascolarizzate, dunque in seguito alla rottura dell’osso non solo vi è distruzione della matrice ossea e morte delle cellule ossee in corrispondenza della frattura stessa, ma si ha anche la lesione dei vasi sanguigni distrettuali, con conseguente sanguinamento. Successivamente si ha la formazione di coaguli nell’area danneggiata, necessari per interrompere l’emorragia. Qui vi vengono intrappolate cellule come globuli bianchi e macrofagi che servono a dare avvio alla fase infiammatoria e quindi alle riparazioni successive. Le cellule infatti rilasciano molecole che attivano proliferazione e differenziamento di alcuni tipi cellulari, come le cellule osteoprogenitrici che danno poi vita agli osteoblasti. Inoltre, vengono reclutate cellule mesenchimali che vengono trasformate in condroblasti. Entrambi, osteoblasti e condroblasti, producono sostanza intercellulare e formano un callo fibrocartilagineo che serve a unire i due monconi dell’osso. A livello della sostanza intercellulare prodotta, quindi a livello del callo, avvengono eventi di ossificazione e conseguentemente la mineralizzazione. Perciò al posto del callo fibrocartilagineo si ha la formazione di un callo osseo. Infine c’è una fase di rimodellamento tramite la quale il callo viene eliminato e si forma nuovo osso.
È possibile racchiudere il processo di riparazione in quattro diversi stadi:
1. stadio dell’ematoma: i frammenti ossei si trovano immersi nell’ematoma, il quale successivamente viene invaso da fibroblasti e capillari sanguigni provenienti dal periostio e dall’endostio.
2. stadio di proliferazione osteoblastica: cellule osteoblastiche e condroblastiche provenienti dal periostio avvolgono i monconi ossei formando un tessuto cartilagineo e preosseo.
3. stadio di maturazione del callo: il tessuto osseo neoformato avvolge i due monconi ossei precedentemente fratturati e progressivamente si trasforma in osso lamellare calcificato.
4. stadio di rimodellamento del callo di frattura: avviene la parziale ricanalizzazione del canale midollare, precedentemente occlusi dalla crescita del callo osseo.